# Lažipauci
Lažipauci (latinski: Opiliones) su red paučnjaka s preko 6500 opisanih vrsta.

## Vanjske poveznice
|  | Zajednički poslužitelj ima još gradiva o temi Opiliones |
|  | Wikivrste imaju podatke o taksonu Opiliones             |